# Saprobiont

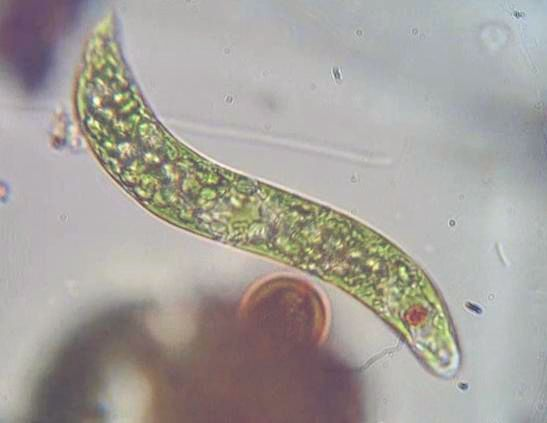
Euglena zielona złowiona w rolniczym rowie

Saprobiont – organizm cudzożywny, żyjący w rozkładającej się materii organicznej, którą się odżywia. 
W jednym z ujęć saprobionty (saproby) to dowolne organizmy żyjące w rozkładającej się materii organicznej, przy czym oligosaprobionty żyją wśród materii słabo rozłożonej, polisaprobionty bardzo rozłożonej, a mezosaprobionty w stanie pośrednim. Do tak rozumianych saprobiontów należą saprofagi rozdrabniające martwą substancję organiczną i saprotrofy, czyli reducenci - bakterie i grzyby, mające zdolność rozkładu materii organicznej do prostych związków mineralnych.
W innym ujęciu saprobionty (polisaproby) to organizmy żyjące w środowisku zawierającym dużą ilość materii organicznej (w przypadku wód jest to zwykle wynik jej zanieczyszczenia), podczas gdy organizmy żyjące w wodzie mniej zanieczyszczonej materią organiczną to saprofile (mezosaproby), czystej – saprokseny (oligosaproby), a nieznoszące żadnego zanieczyszczenia tego typu to saprofoby. Tak rozumiane saprobionty zwykle należą do pierwotniaków (wiciowce) lub bakterii. Nieliczne są jednocześnie glonami, np. Anabaena constricta, Euglena viridis czy Oscillatoria chlorina.